# Athanásios Diákos (Phocide)
Athanásios Diákos (grec moderne : Αθανάσιος Διάκος) est une localité située dans le dème de Delphes, dans le district régional de Phocide, dans la périphérie de Grèce-Centrale, en Grèce.
Selon le recensement de 2021, elle compte 272 habitants.

## Toponymie
La localité était appelée Áno Mousounítsa avant 1958, date à laquelle elle fut renommée en l'honneur du héros de la guerre d'indépendance grecque Athanásios Diákos.